# Cheracebus lucifer
Cheracebus lucifer is een zoogdier uit de familie van de sakiachtigen (Pitheciidae). De wetenschappelijke naam van de soort werd voor het eerst geldig gepubliceerd door Oldfield Thomas in 1914.

## Voorkomen
De soort komt voor in Peru, Ecuador, Colombia en Brazilië, tussen de rivieren Caqueta-Japurá en Napo-Solimões.